# José Maurício Nunes Garcia
José Maurício Nunes Garcia, znany jako José Maurício (ur. 20 lub 22 września 1767 w Rio de Janeiro, zm. 18 kwietnia 1830 tamże) – brazylijski kompozytor, dyrygent i organista, ksiądz katolicki.

## Życiorys
Był synem oficera, muzyki uczył się w rodzinnym Rio de Janeiro. W 1792 roku przyjął święcenia kapłańskie. Zajmował się działalnością pedagogiczną, organizował bezpłatne kursy muzyczne. Jego uczniem był Francisco Manuel da Silva. Działał też jako organista i dyrygent. W 1798 roku został kapelmistrzem katedry w Rio de Janeiro. Po ucieczce księcia regenta Jana VI z Portugalii do Brazylii w 1808 roku objął funkcję nadwornego kapelmistrza i organisty, a rok później został odznaczony krzyżem kawalerskim Orderu Chrystusa. W 1819 roku poprowadził brazylijską prapremierę Requiem d-moll W.A. Mozarta. W ostatnich latach życia podupadł na zdrowiu, musiał też zmagać się ze swoim konkurentem Marcosem Portugalem, intrygującym przeciw niemu na dworze. Zmarł w biedzie.
Skomponował przeszło 200 wokalnych utworów religijnych: msze, requiem, motety, antyfony itp. Był też autorem dramatu heroicznego Ulissea na chór i orkiestrę (1809) oraz O Triunfo da América na sopran solo, chór i orkiestrę (1809). Napisał pracę Compendio de Música (1821). Za życia ceniony był jako organista-improwizator i dyrygent, dopiero po śmierci został uznany za najważniejszego brazylijskiego kompozytora okresu kolonialnego. Początkowo tworzył w tradycyjnych formach barokowych ze stopniową adaptacją elementów klasycystycznych, utwory powstałe w okresie po przeprowadzce dworu portugalskiego do Brazylii noszą natomiast cechy włoskiego stylu operowego.